# Juan Pablo Bonet

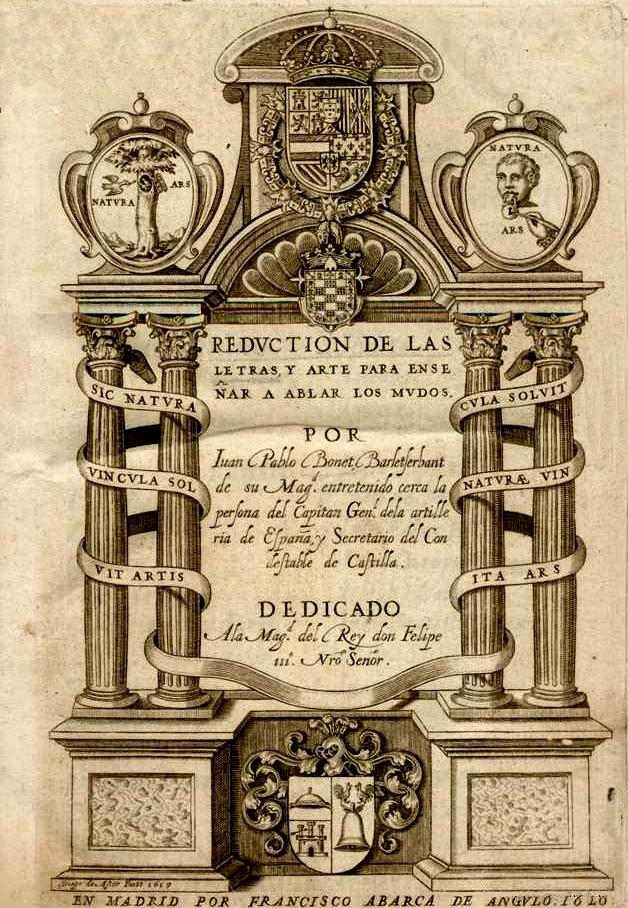
Reduction de las letras y Arte para enseñar á ablar los Mudos (1620).

Juan Pablo Bonet, född 1579 i Torres de Berellén, död 1633 i Madrid, var en spansk hovfunktionär och officer.
Bonet undervisade i slutet av 1500-talet och i början av 1600-talet en döv. År 1620 utgav han i Madrid den första dövstumundervisningsmetodiken under titeln Reduction de las letras y arte para enseñar á ablar los mudos.

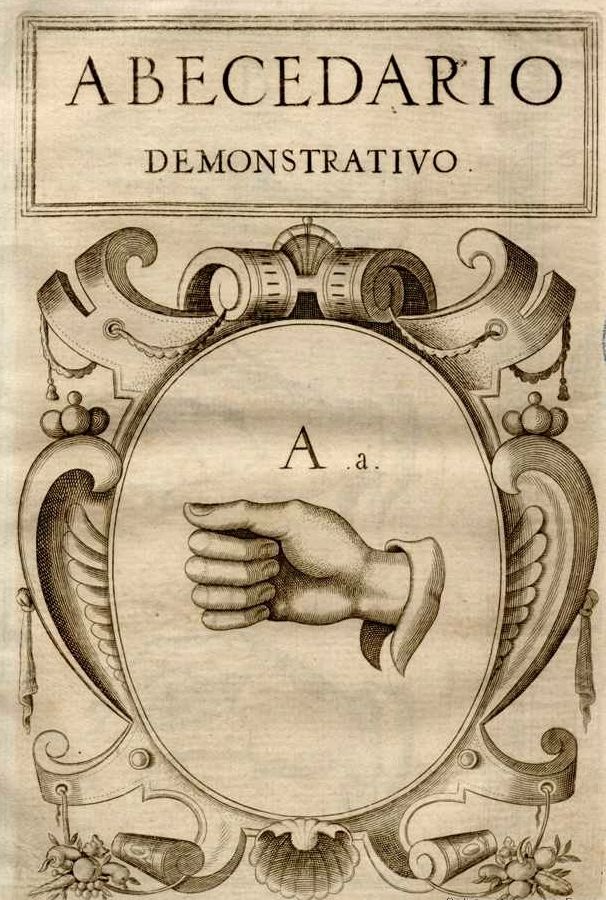
A.
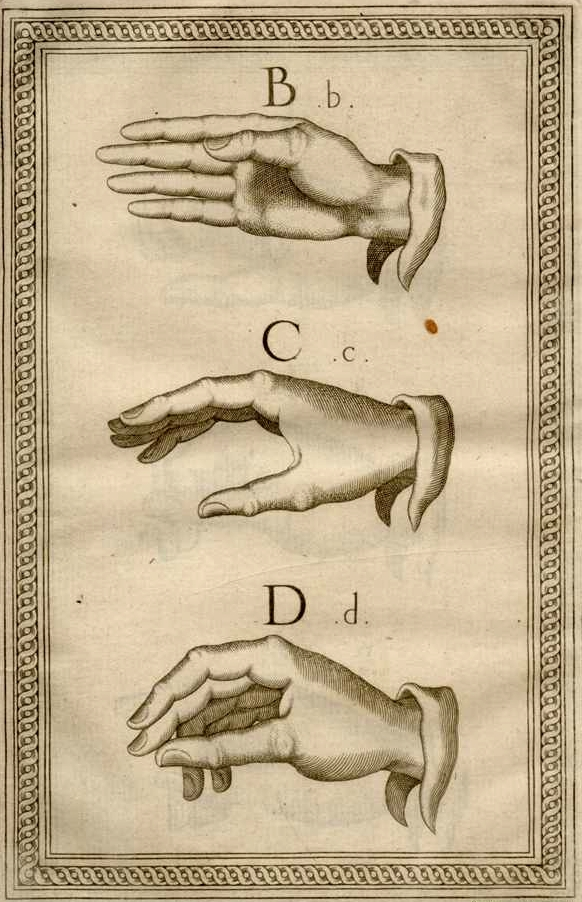
B, C, D.
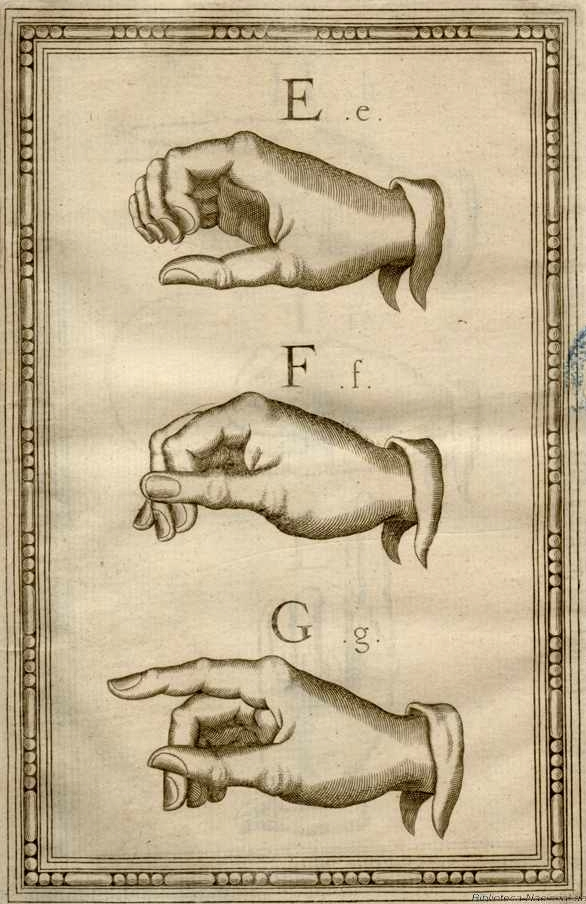
E, F, G.
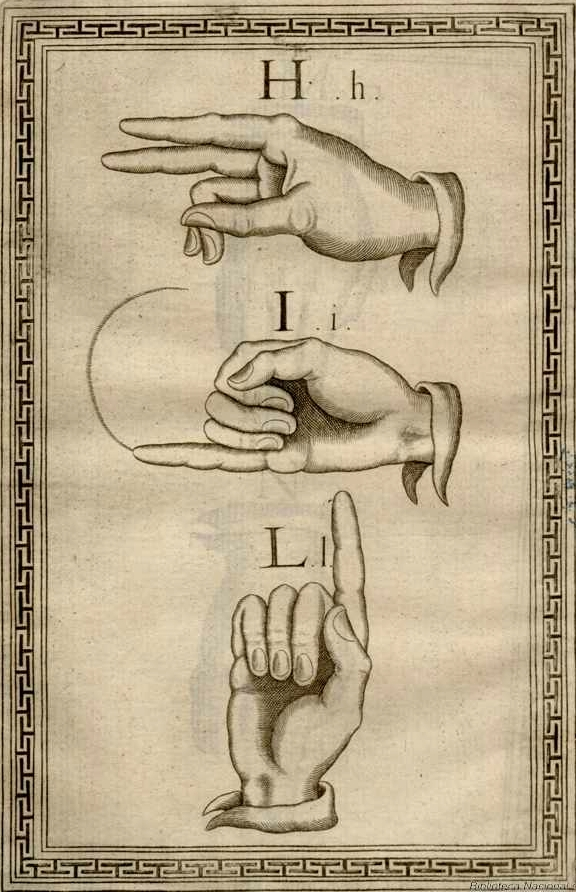
H, I, L.
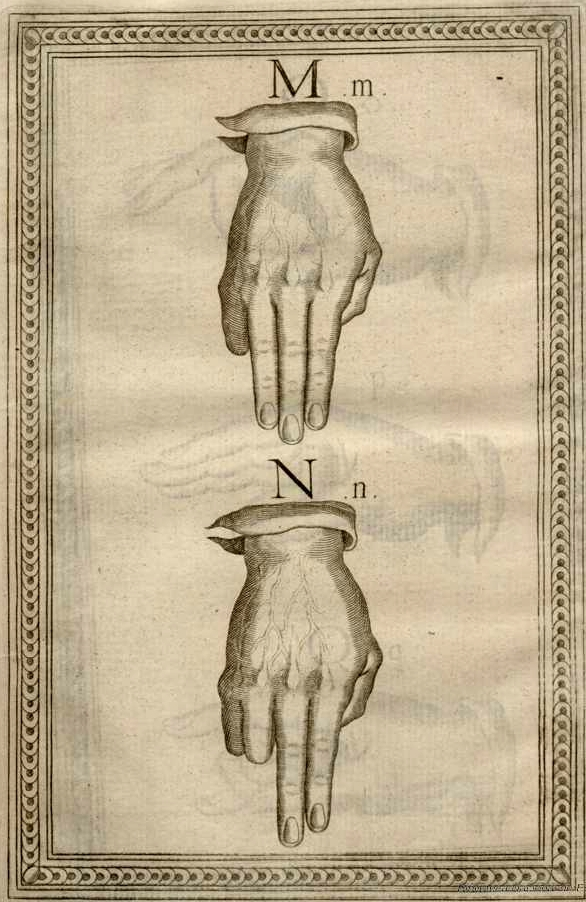
M, N.
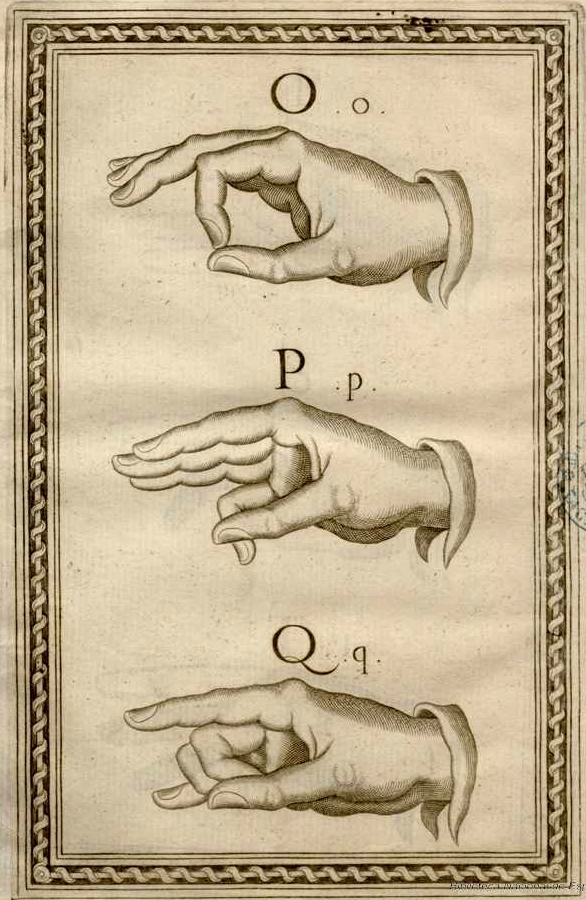
O, P, Q.
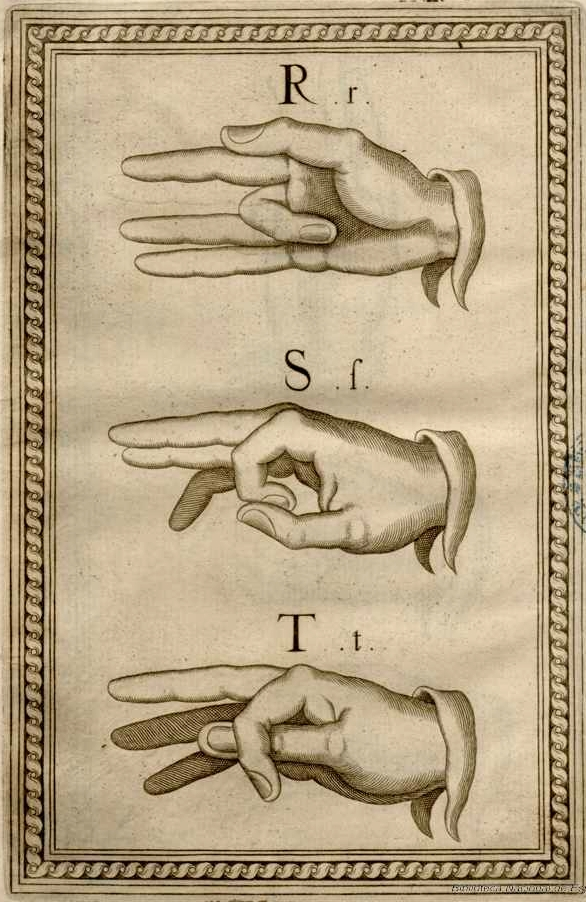
R, S, T.
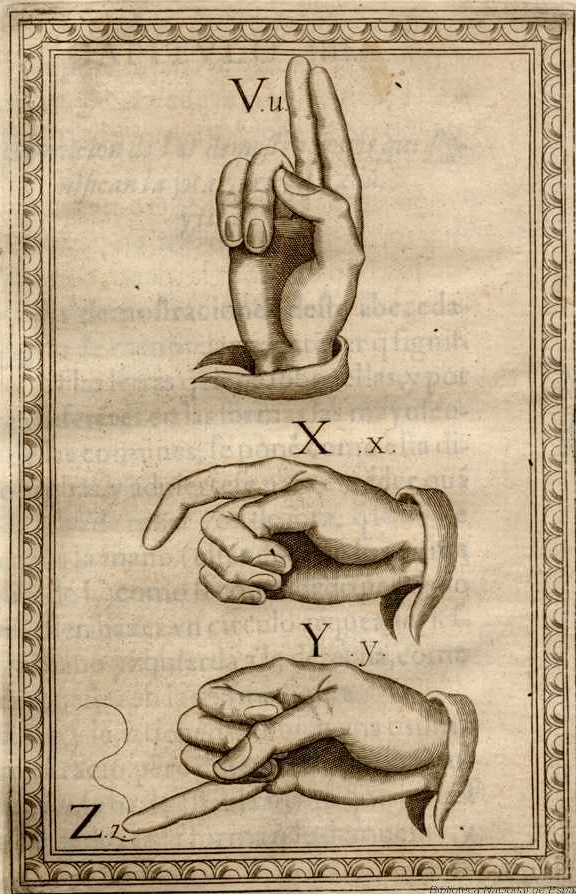
V, X, Y, Z.